# Mine (filme)
Mine (bra: Campo Minado) é um filme de guerra e suspense psicológico de 2016 escrito e dirigido por Fabio Guaglione e Fabio Resinaro, em sua estreia na direção de longas-metragens. É estrelado por Armie Hammer como um fuzileiro naval dos Estados Unidos que pisa em uma mina terrestre durante uma missão fracassada e deve permanecer parado até que a ajuda chegue. O filme foi lançado nos Estados Unidos em 7 de abril de 2017.

## Enredo
No Norte da África, o fuzileiro da Marinha americana Mike Stevens e seu observador Tommy Madison estão em uma missão secreta para assassinar um perigoso líder terrorista que compareceu a um casamento beduíno. Mike estraga a tentativa de assassinato, hesitando quando o filho do alvo se interpõe. Devido a um clarão da mira do atirador, Mike e Tommy são descobertos pelo inimigo e atacados. No entanto, uma tempestade de areia força o inimigo a recuar, deixando Mike e Tommy para trás. Buscando uma evacuação imediata, os dois são instruídos a encontrar o caminho para uma aldeia onde possam ser resgatados assim que a tempestade de areia parar.
No entanto, a caminho da aldeia, Tommy pisa em uma mina terrestre que lhe explode. Momentos depois, Mike pisa em outra mina terrestre, mas percebe que o fez e evita soltar o pé dela. Tommy, na esperança de evitar que Mike lhe desse atenção médica (e, portanto, estourando suas próprias pernas), atira em si mesmo com sua pistola.
Agora sozinho, Mike contata seu superior por meio de um transmissor, que lhe diz que ele terá que aguentar alguns dias antes de ser resgatado. Exposto ao ambiente hostil do deserto, Stevens luta contra os efeitos psicológicos e físicos da situação traiçoeira em que está preso, relembrando memórias ou imaginando aparições de Tommy, sua namorada, seus pais e momentos de quando ele era um menino.
Mike é visitado várias vezes pelo berbere, que há muito perdeu uma de suas pernas, assim como sua única filha, para uma mina terrestre que pretendia tomar e vender aos soldados inimigos. O berbere, que fala um pouco da sua língua, incentiva Mike a se afastar e seguir em frente com a vida. Ele insiste que Mike é um homem de sorte, depois de sobreviver a um ataque noturno de cães do deserto e, ao mesmo tempo, manter o pé parado no mesmo lugar.
Mike é posteriormente atacado por insurgentes inimigos, que o rastrearam até sua localização atual, mas é capaz de combatê-los. Mike então relutantemente decide aceitar o conselho do berbere, tendo se cansado de sua situação. Ele solta o pé - só para não explodir, pois ele tem quase certeza de que é uma mina terrestre. Ele escava e descobre que o que ele presumiu ser um explosivo era na verdade apenas uma lata com um soldadinho de brinquedo dentro. Ele dispara um sinalizador e finalmente é resgatado. De volta aos Estados Unidos, ele se reúne com sua namorada, a quem finalmente pede em casamento.

## Elenco
- Armie Hammer como Mike
- Annabelle Wallis como Jenny
- Tom Cullen como Tommy
- Clint Dyer como o Berbere
- Geoff Bell como o pai de Mike (Bob)
- Juliet Aubrey como a mãe de Mike (Rosa)
- Inés Píñar Mille como a filha do Berbere
- Luka Peroš como o soldado da Força Delta
- Daniel Sandoval como Mike (criança)
- Agustín Rodríguez como Sayid Assif
- Yesarela Azurmendi como a noiva beduína
- Manuel Medero como o noivo beduíno
- David Traylor como o Major (voz) (versão original)

## Produção
Em 2012, Fabio Guaglione e Fabio Resinaro apresentaram a Peter Safran o roteiro do filme.
Armie Hammer se juntou ao elenco do filme em 30 de abril de 2014. Guaglione foi inicialmente contra o elenco de Hammer, por causa de seus papéis "charmosos" anteriores e uma vez disse ao produtor Peter Safran que "se [Armie Hammer] for estrela, o filme está morto". No entanto, Safran o convenceu, contando-lhe sobre as colaborações de Hammer com diretores famosos como David Fincher, Clint Eastwood e Guy Ritchie, e organizando um encontro com o ator. Para o papel do fuzileiro naval americano Tommy Madison, Guaglione e Resinaro consideraram mais de 50 atores americanos, incluindo Rami Malek, Adam Brody e Chris Zylka, antes de escolher o ator britânico Tom Cullen.
O filme foi gravado em Fuerteventura, nas Ilhas Canárias. Os diretores dedicaram o filme em memória de seu gerente de locação, Nikolai Semjevski (1975 - 2015).

## Lançamento
Campo Minado foi lançado na Itália em 6 de outubro de 2016 pela Eagle Pictures. Foi lançado em 7 de abril de 2017 nos Estados Unidos pela Well Go USA Entertainment, e no Reino Unido pela Universal Pictures.

### Resposta crítica
No site do agregador de críticas Rotten Tomatoes, o filme tem uma classificação de aprovação de 17% com base em 30 críticas e uma classificação média de 3,99/10. O consenso de seus críticos diz: "Esgotando quando deveria ser emocionante, Campo Minado esbanja uma atuação comprometida de Armie Hammer com suspense frouxo e narrativa sem foco." No Metacritic, o filme tem uma pontuação média ponderada de 40 em 100, com base em 10 críticos, indicando "críticas mistas ou médias".
Na Europa, o filme recebeu críticas mais positivas. De acordo com o agregador Mymovies.it, Campo Minado foi classificado com 3,20 estrelas de 5.